# 7 for All Mankind
7 for All Mankind (souvent désignée simplement sous le nom de seven ou seven jeans) est une compagnie de jeans haut de gamme fondée par Michael Glasser, Peter Koral, et Jerome Dahan en 2000. La compagnie a son siège à Vernon en Californie.
7 for All Mankind ont commencé en concevant des jeans pour femmes. En 2002, ils lancèrent une ligne de vêtements pour homme, et une collection de denim enfants en 2005. En plus des jeans, 7 for All Mankind produit d'autres articles d'habillement tels que des jupes, des shorts, et des vestes denim. La marque est vendue dans plus de 80 pays comprenant l'Europe de l'Ouest, le Canada et le Japon, et appartient de nos jours à Delta Galil.